# Auf ewig und einen Tag
Auf ewig und einen Tag ist ein deutscher Fernsehfilm in zwei Teilen von Drehbuchautor Christian Jeltsch und Regisseur Markus Imboden aus dem Jahr 2006.

## Handlung
Es ist der 11. September 2001 in New York. Der Investmentbanker Gregor Luckner hat einen Geschäftstermin im 89. Stockwerk des World Trade Centers. Das Verhandlungsgespräch hat gerade begonnen, als ein Passagierflugzeug in das Gebäude fliegt. Mr. Bradshaw, Gregors Verhandlungspartner, stürzt nach draußen, Gregor will nicht mitkommen. Allein bleibt er im Büro zurück, schlägt mit dem Feuerlöscher das Fenster ein und stellt sich auf den Fenstersims. Will er springen?
Jan Ottmann, ebenfalls Investmentbanker, hatte in München die Bilder des brennenden Turms gesehen. Er ruft Gregor, seinen Geschäftspartner und langjährigen Freund, an. Greg hatte für Jan diesen Termin wahrgenommen, da dessen Frau hochschwanger ist. Während Jan das Handy immer weiter klingeln lässt, erinnert er sich an den Beginn dieser Freundschaft.
Beide kommen aus Landshut. Jan ist der Sohn einer alleinerziehenden, arbeitslosen Frau, Gregor der zweite, ungeliebte Sohn des Automatenfabrikanten Johannes Luckner. Philipp, Luckners Erstgeborener, ertrank als kleines Kind zehn Monate vor Gregors Geburt im Swimmingpool. Der Vater hatte nicht aufgepasst, ein Geschäftstelefonat geführt.
Trotz des großen sozialen Unterschieds freunden sich die beiden Jungs an; Gregor, der Leidenschaftliche, teilt mit Jan, dem Ruhigen und Vernünftigen, dessen Traum vom Fliegen. Beide bauen gemeinsam ein Lindberghsches Fluggerät. Und beide verlieben sich in Elsa Veltin, die smarte Schulsprecherin.
Als Jans Tante, die ebenfalls in der Wohnung lebte, stirbt, kann die Mutter die Wohnung nicht mehr bezahlen. Jan und seine Mutter müssten ausziehen. Ohne Jans Wissen schließt der renitente Punk-Sohn Gregor mit seinem verhassten Vater einen Vertrag: Gregor geht nach Wunsch des Vaters auf ein Schweizer Internat, wenn im Gegenzug der alte Luckner Jans Mutter einen Arbeitsplatz in den Luckner-Werken verschafft.
Erst Jahre später, als erwachsene Männer Anfang 30, treffen Gregor und Jan sich wieder. Das Dreigestirn komplettiert wieder Elsa; sie ist frisch geschieden und versucht nun einen Neuanfang. Es entspinnt sich eine Ménage à trois. Elsa entscheidet sich letztlich für Gregor.
Jan hat sich als Investmentbanker in München hochgearbeitet und ist auf dem Sprung zur Abordnung in die New Yorker Filiale. Gregor hat durch Vermittlung seiner Mutter eine Bewährungsstelle bei Saul & Bernstein in New York, Elsa in der PR-Abteilung der Firma.
Alle drei gehen nach New York. Gregors Motiv, sich als Banker an der Wall Street hochzuarbeiten, ist es, seines Vaters Blick auf ihn als Taugenichts und Tagedieb zu konterkarieren und sich letztlich dadurch an seinem Vater zu rächen. Als die Aktien der Luckner-Werke in den Keller fallen, kauft Gregor, inzwischen millionenschwerer Juniorpartner bei Bob Cunnings Investmentbanking, durch Insidergeschäfte über Zürich für die Amerikaner die Aktienmehrheit der Luckner-Werke. Johannes Luckner muss nun auch seine verbleibenden Anteile an die Amerikaner verkaufen.
Johannes Luckners Traditionsbewusstsein, das Werk seines Vaters zu mehren und zu pflegen, steht diese Niederlage nicht durch. Der alte Luckner bricht mit einem Schlaganfall nach Unterschrift des Übergabevertrages zusammen.
Jan hat auf dem Flug nach New York die chaotische, aber liebenswerte Modeschneiderin Paula kennengelernt. Er wird ihr bester Freund. Jan jedoch hat sich in Paula verliebt. Er will sie heiraten. Jans unerschütterliche Geduld bringt die beiden nach Jahren zusammen.
Im alten Bootshaus am See findet ihre Hochzeit statt. Die Hochzeitsüberraschung: Paula hat Gregor, der wegen Insiderhandels eine Haftstrafe absitzen musste, zur Hochzeit eingeladen. Die beiden Freunde feiern ihre Wiedervereinigung. Jan ist inzwischen mit einer eigenen Investmentberatungsfirma selbstständig. Greg wird sein Partner bei Luckner & Ottmann. Gregors erster Kundentermin an der Wall Street war am 11. September 2001 im World Trade Center.
Jan kann und will nicht glauben, dass Gregor tot ist. Er sucht nach ihm, befragt Bradshaw, der sich retten konnte, sucht mit DNA-Analysen unter den Toten – gegen alle Wahrscheinlichkeit gibt er nicht auf. Jan ist „ein guter Freund“, wie Elsa sagt. Jans Ehe leidet unter Jans seelischer Belastung. Paula verlässt mit dem neugeborenen Sohn die gemeinsame Stadtwohnung.
Der Zufall oder das gütige Schicksal ist es, das Jan den entscheidenden Hinweis gibt. Die Bedienung des Eckrestaurants, in dem Jan, Paula, Gregor und Elsa all die Jahre hindurch ihre Erfolge und Krisen durchlebt und durchdiskutiert hatten, weiß, dass Gregor lebt. Sie weiß auch, wo Gregor Taxi fährt. Er hat nach dem Terroranschlag in New York alle ehrgeizigen Pläne aufgegeben, den Business-Anzug mit dem Streifen-T-Shirt vertauscht und lebt jetzt ein anderes Leben – als Taglöhner; frei, wie er meint, von allen Fremdwünschen und äußeren Zwängen.
Jan sucht und findet Gregor nachts bei Schichtende am Taxistand. Zitternd vor Wut brüllt er Gregor an: „Ein Anruf – ein beschissener Anruf!!“ Er versetzt ihm einen Schlag. Aber dann drückt er den Freund an sein Herz. Jan, dessen Sorge um Gregor ihn beinahe seine Familie gekostet hätte, kann zu Frau und Kind zurückkehren.

## Dramaturgie
Erwähnenswert ist die Dramaturgie der Erzählweise. Erinnerte und Gegenwartshandlung werden gleichberechtigt nebeneinander in über Kreuz gesetzten kurzen Schnittfolgen erzählt, wobei die Verzahnung von Gegenwart mit der Vergangenheit den Vorgang menschlicher Erinnerung imitiert. Ein Geräusch, eine Bewegung, ein Wort, lösen assoziativ eine Erinnerung aus. Die Assoziation verbindet an der Schnittgrenze der jeweiligen Szenen Damals und Heute.

## Kritiken
- „Regisseur Markus Imboden (Die Leibwächterin, Hunger auf Liebe, Ins Leben zurück) inszenierte diese brillante Saga über Freundschaft, Liebe, Schuld und Sühne nach dem Buch von Christian Jeltsch mit einem hervorragend aufgelegten Schauspieler-Ensemble. Jeltsch schrieb zuvor die Drehbücher für erfolgreiche TV-Filme wie die Tragikomödie „Einer geht noch“ (Adolf-Grimme-Preis und Bayerischen Fernsehpreis) und das Sozialdrama Rote Glut. 2004 erhielt er den Hessischen Film- und Kinopreis für sein Drehbuch zu Auf ewig und einen Tag.“ prisma.de[2]

- „Die breit gefächerte Geschichte einer 30 Jahre währenden Männerfreundschaft als Langzeitbeziehung mit Höhen und Tiefen, Zerwürfnissen, Versöhnungen und tragischem Finale bemüht sich durchaus um Komplexität sowie einen möglichst lebensechten Rahmen. Wo der respektabel gespielte (Fernseh-)Film den privaten Geschichten im Sinne eines filmischen Entwicklungsromans eine Symptomatik für gesellschaftliche Prozesse verleihen will, kommt er jedoch nicht über bloßes Zeitkolorit hinaus.“ Lexikon des internationalen Films[3]

- „Eine kleine Kulturgeschichte über freie Liebe, Punkrock, Yuppieträume und neue Märkte. Und die drei Hauptdarsteller Heino Ferch, Fritz Karl und Claudia Michelsen spielen über weite Strecken souverän.“ spiegel.de[4]

## Auszeichnungen
- 2007 Nominierung für den Adolf-Grimme-Preis, Bereich Fiktion
- 2007 Günter-Strack-Fernsehpreis für Enno Hesse
- 2004 Hessischer Drehbuchpreis für Christian Jeltsch